# De Aa (Boekel)
De Aa is een buurtschap Brabant: in de gemeente Boekel in de Nederlandse provincie Noord-Brabant. De buurtschap ligt twee kilometer ten zuidwesten van de plaats Boekel aan de rivier de Aa.
Dorpen: Boekel · Venhorst 

Buurtschappen: Arendnest · Berkhoek · Bovenstehuis · Burgt · De Aa · Elzen · Huize Padua · Leurke · Molenwijk · Neerbroek · Peelsehuis · Peelstraat · Rietven · Zandhoek · Zijp

Noord-Brabant: Steden en dorpen      Nederland: Provincies · Gemeenten